# Batalla de Camino Real
La batalla de Camino Real fou un enfrontament armat que va tenir lloc el 9 de novembre de 1820 entre les forces independentistes de la Província Lliure de Guayaquil (que només feia un mes que havia proclamat la seva independència) i les tropes reialistes en suport de l'Imperi espanyol.
El combat es va lliurar en el sector de Camino Real, a la vora de la petita població de Bilován, al sud de la ciutat de Guaranda. Les tropes guayaquilenyes van avançar cap al nord-oest, en un intent d'avançar fins Quito, però els reialistes s'havien fortificat a Camino Real amb l'objectiu d'impedir el pas als independentistes i, posteriorment, organitzar un futur atac a la ciutat de Guayaquil i d'aquesta manera acabar amb la rebel·lió dins de la Reial Audiència de Quito. Les forces de Guayaquil, enquadrades en la División Protectora de Quito, estaven al comandament dels coronels Luis Urdaneta i León de Febres Cordero, mentre que els reialistes estaven a les ordres del coronel Antonio Fominaya. Els reialistes havien preparat diverses emboscades, però les tropes independentistes van ser alertades dels moviments de Fominaya, amb la qual cosa van concebre i executar una estratègia que els va permetre guanyar la batalla i obligar els reialistes a replegar-se cap al nord.

## Antecedents
Després dels fets ocorreguts a la ciutat de Guayaquil el 9 d'octubre de 1820 que van dur a la proclamació d'independència, es va formar un govern civil i militar provisional encapçalat per José Joaquín de Olmedo i amb diverses persones destacades de la societat guayaquilenya que van ajudar a la causa independentista. El govern de Guayaquil aviat va establir una constitució i es va organitzar com a Província Lliure de Guayaquil; entre altres coses, el govern va decidir crear un exèrcit alliberador amb dos objectius principals: reforçar i assegurar la independència de la ciutat i la seva província, i dur la causa emancipadora a la resta de la Reial Audiència de Quito, amb la qual cosa, d'acord amb l'ideari d'Olmedo, es podrien integrar aquests territoris en una sola nació.
L'exèrcit estava format principalment per les tropes dels batallons Daule i Yaguachi, i per altres efectius militars que s'havien aplegat a la causa patriota. Aquest exèrcit va rebre el nom de División Protectora de Quito i es va posar sota les ordres del tinent coronel Luis Urdaneta, un dels tres veneçolans que havien arribat com a reforços reialistes a Guayaquil abans de la revolució d'octubre 
Moltes petites localitats de la província van començar a mostrar la seva adhesió a la causa emancipadora, i és així com les tropes guayaquilenyes van iniciar un ràpid augment d'efectius. Les autoritats del govern provisional van ordenar l'avanç de les tropes cap a la serra, situant-se en primer lloc a la ciutat de Babahoyo, des d'on es podien iniciar les hostilitats contra els reialistes.
Les tropes patriotes van arribar a Babahoyo el 7 de novembre i el primer punt pel qual van decidir atacar, amb l'objectiu d'aconseguir una ruta d'accés a la regió muntanyenca en direcció a Quito, va ser la petita localitat de Guaranda, que encara romania en mans de les forces reialistes. Com que aquesta vila podia oferir un bon punt de partida de les operacions reialistes cap a la costa, la presa de Guaranda va passar a ser indispensable per als plans de l'exèrcit alliberador.

## Batalla

### Moviments inicials

Mapa del sector de la batalla. Les fletxes blaves mostren l'avanç patriota, mentre que la fletxa vermella indica la retirada dels reialistes.

Després d'informar-se de la presència de les forces guayaquilenyes a Babahoyo, el doctor Víctor Félix de San Miguel, corregidor de Chimbo, va ordenar al sacerdot Francisco Benavides que dugués un missatge a les autoritats de Guayaquil per pactar un acord de manera pacífica. No obstant això, aquest missatge va ser interceptat pel coronel Luis Urdaneta i es va preparar per capturar la ciutat de Guaranda com a via d'accés a la regió muntanyenca. El coronel Antonio Fominaya ja estava desplegat a les rodalies de Bilován, en l'anomenat Camino Real, fent cas omís de les ordres del corregidor San Miguel, malgrat que de bon començament la seva intenció era esperar els revolucionaris a la vora de Balsapamba, on l'orografia dels últims contraforts de la serralada occidental li haguessin estat més favorables.
La idea de les forces patriotes era enfrontar-se a Guaranda, ja que no s'havien adonat de l'emboscada que preparava Fominaya. No obstant això, Josefina Barba, filla de l'agutzil local, va travessar les línies reialistes i va arribar a les posicions patriotes per informar de les posicions i moviments dels espanyols. Aquesta informació va permetre modificar l'estratègia prevista per Urdaneta.

### El combat
Un dia abans de la batalla, a la tarda, León de Febres Cordero va entrar en contacte amb els enemics, i es va preparar per atacar l'endemà. El 9 de novembre de 1820, Febres Cordero, que ja coneixia el desplegament de Fominaya, va liderar les forces guayaquilenyes, formades per l'esquadró de cavalleria Daule i els batallons d'infanteria Vengadores, Voluntarios de la Patria, Defensores, Libertadores 1 i Libertadores 2 i una secció d'artilleria. Els reialistes estaven apostats en posicions defensives amb un nombre aproximat de 300 homes.
Febres Cordero va disposar que les seves forces s'apropessin silenciosament fins a les trinxeres enemigues i ataquessin protegint els flancs en les elevacions, per això va ordenar un avança en tres columnes. La primera columna va realitzar l'atac des del front, mentre les altres dues feien un moviment envoltant que amenaçava i tancava la línia de retirada de Forminaya. Els sergents Francisco Tejada i José López encapçalaren els diversos assalts que, a poc a poc, van anar debilitant les línies reialistes. El motiu principal per a l'execució d'aquest tipus d'atac era la impossibilitat d'efectuar un atac directe, a causa del terreny, que en aquesta zona forma un estret coll amb les serralades de Tiandiagote i Sandalán i amb un riu al fons de la vall.
Arribada la tarda, les forces reialistes havien sofert massa baixes i es va ordenar la retirada, que es produí cap a Latacunga.

## Conseqüències
La victòria obtinguda a Camino Real va ser un bon inici per a les forces guayaquilenyes, que el 10 de novembre de 1820 (un dia després de la batalla) van entrar a Guaranda. L'entrada al carreró interandí ja s'havia assolit i ara hi havia dues opcions: anar cap al sud fins a Cuenca o anar directament cap a Quito. La decisió d'anar cap al nord semblava la més lògica, però va resultar desastrosa.
L'exèrcit alliberador va avançar fins a la rodalia de la ciutat d'Ambato, on es produiria la primera i una de les més sagnants derrotes dels guayaquilenys a la Primera Batalla de Huachi.